# کارن هاروپ

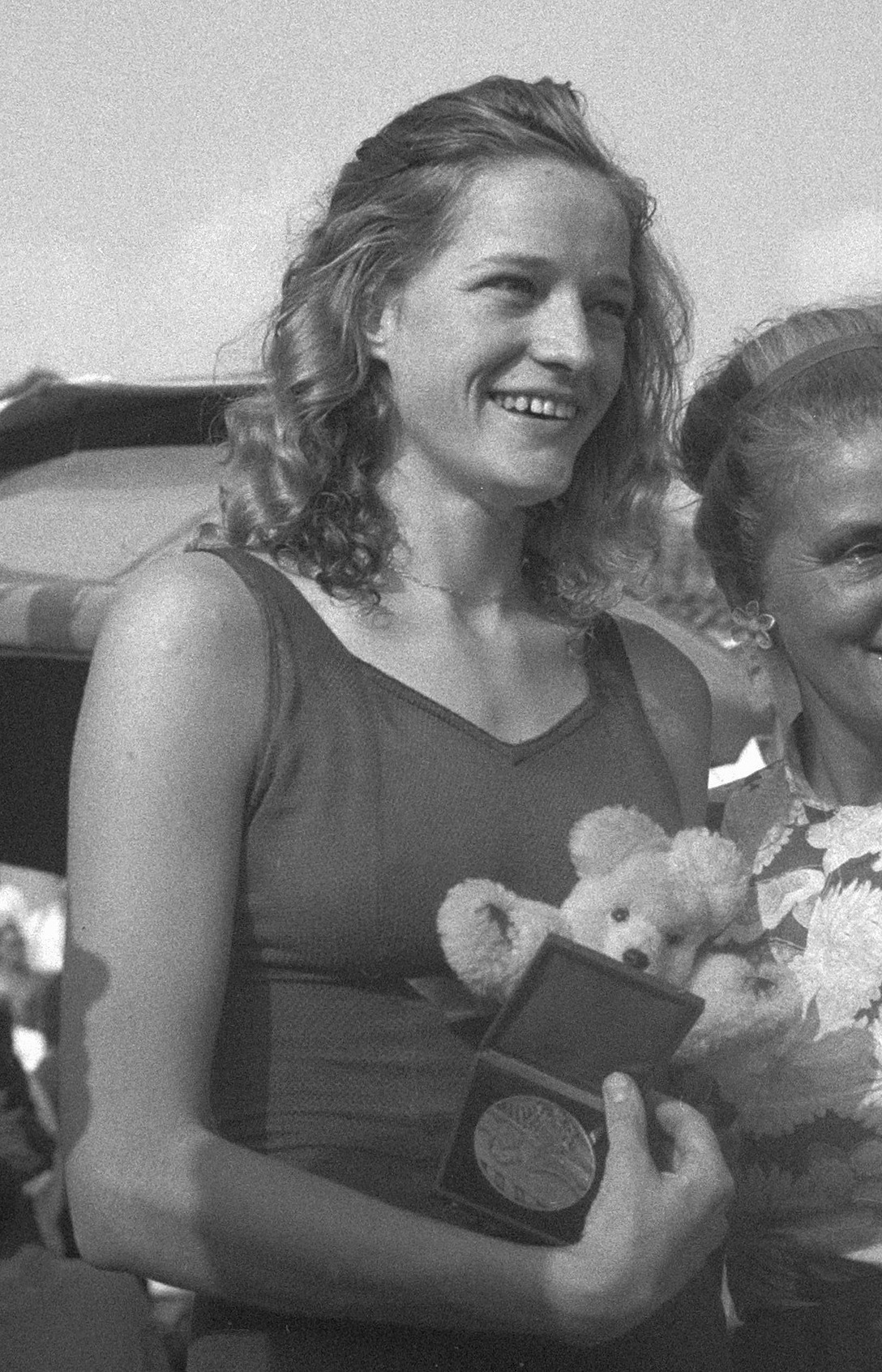

کارن هاروپ (انگلیسی: Karen Harup؛ ۲۰ نوامبر ۱۹۲۴ – ۱۹ ژوئیهٔ ۲۰۰۹) یک شناگر اهل دانمارک بود.
- از افتخارات وی می‌توان به کسب مدال طلا شنای ۱۰۰ متر کرال پشت و دو نقره ۴۰۰ متر آزاد و ۴×۱۰۰ متر آزاد امدادی در بازی‌های المپیک تابستانی ۱۹۴۸ اشاره کرد.